# Sparnopolius coloradensis
Sparnopolius coloradensis är en tvåvingeart som beskrevs av Augustus Radcliffe Grote 1867. Sparnopolius coloradensis ingår i släktet Sparnopolius och familjen svävflugor. Inga underarter finns listade i Catalogue of Life.